# Ілінден (меморіал)
Ілінден (мак. Споменик «Ілінден»), відомий також як Македоніум — меморіальний комплекс у Крушево, Північна Македонія.

## Історія
Будівництво меморіалу почалося в 1972 році. Весь меморіальний комплекс Ілінден було офіційно відкрито 2 серпня 1974 року до 30-ї річниці другої сесії Антифашистських зборів народного визволення Македонії та 71-ї річниці повстання в Іліндені проти Османської імперії. Авторами пам'ятника-комплексу є Йордан Грабулоські (Grabuloski) й Іскра Грабулоська. Пам'ятник виконаний у футуристичному стилі.
Мозаїчні роботи виконані відомим художником Борко Лазевським, кераміка роботи Яре Петара Мазева.
Меморіал присвячений бійцям і революціонерам, які брали участь у повстанні в Іліндені в 1903 році, а також пам'яті воїнів-партизан Македонського Національного визволення 1941—1944 років.

## Опис
Загальна площа меморіалу — близько 16 гектарів. Пам'ятник має форму круглого купола з овальними вікнами. Верхні вікна зроблені з кольорового скла. Усередині купола знаходиться могила Миколи Карєва, болгарсько-македонського революціонера, діяча македонсько-одринської революційної організації, учасника Ілінденського повстання, керівника Крушевської республіки та бюст співака Тоше Проескі. Внутрішня частина купола має чотири вікна, кожне виходить на напрямок, пов'язаний з Ілінденськими подіями.
До складу Меморіального комплексу також входить площа з серією скульптур під назвою «Розриваючи кайдани», що символізують свободу, перемогу у визвольних війнах; тут також розташована кам'яна плита з вигравіруваними на ній іменами і найважливішими подіями, пов'язаними з періодом до, під час і після повстання в Іліндені. Верхній сегмент амфітеатру прикрашений кольоровими мозаїками.

## Галерея

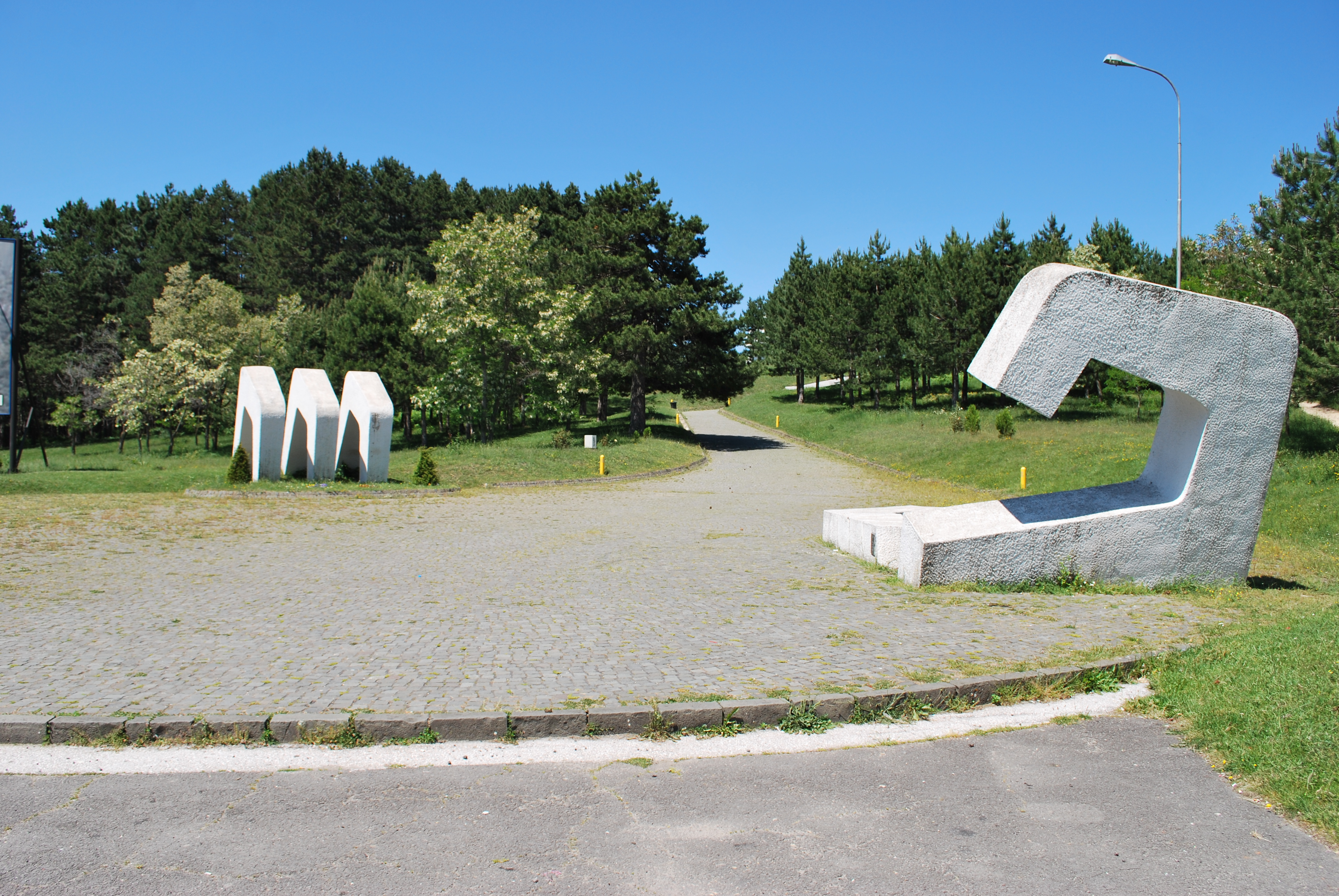
«Розриваючи кайдани», символ свободи
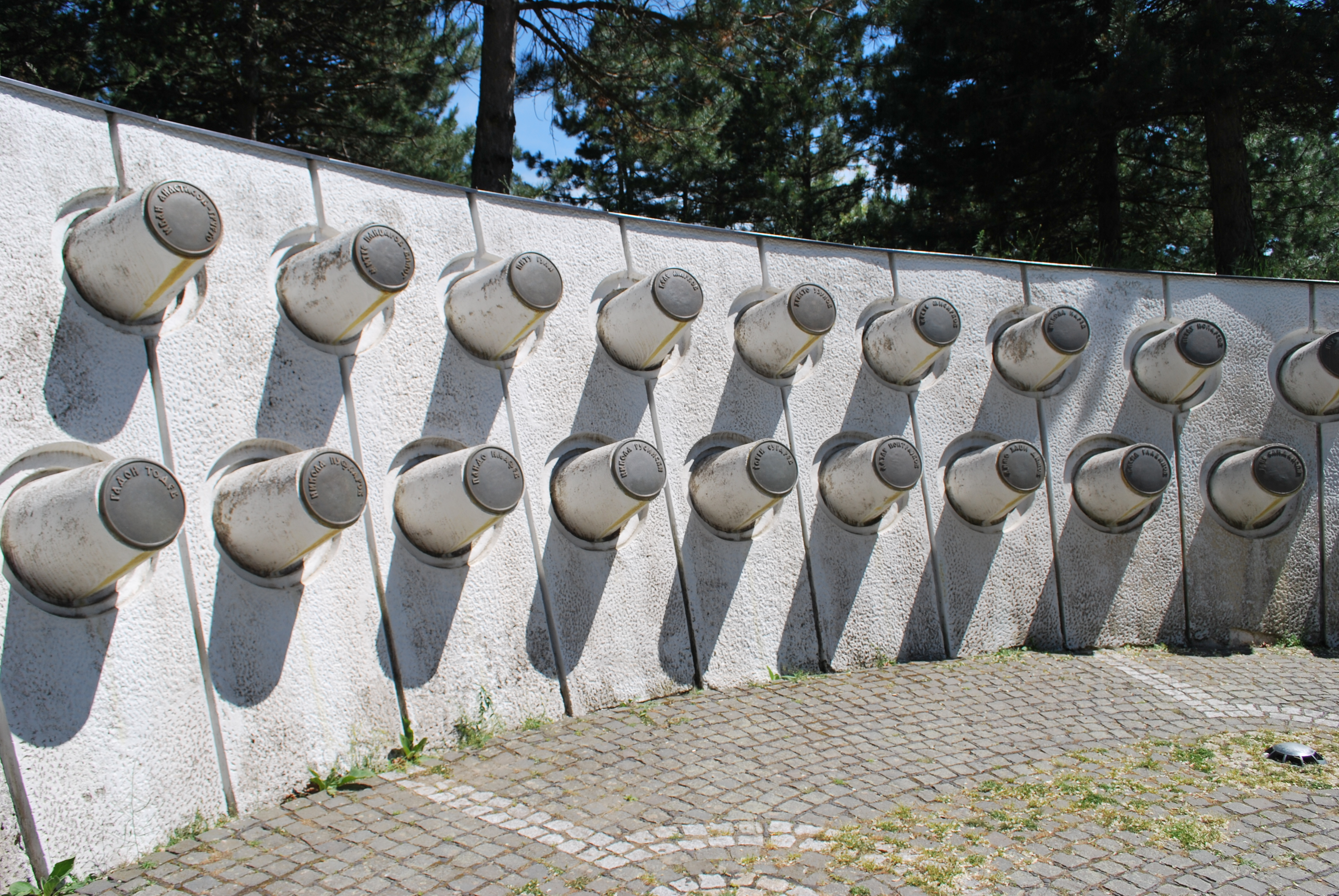
Склеп
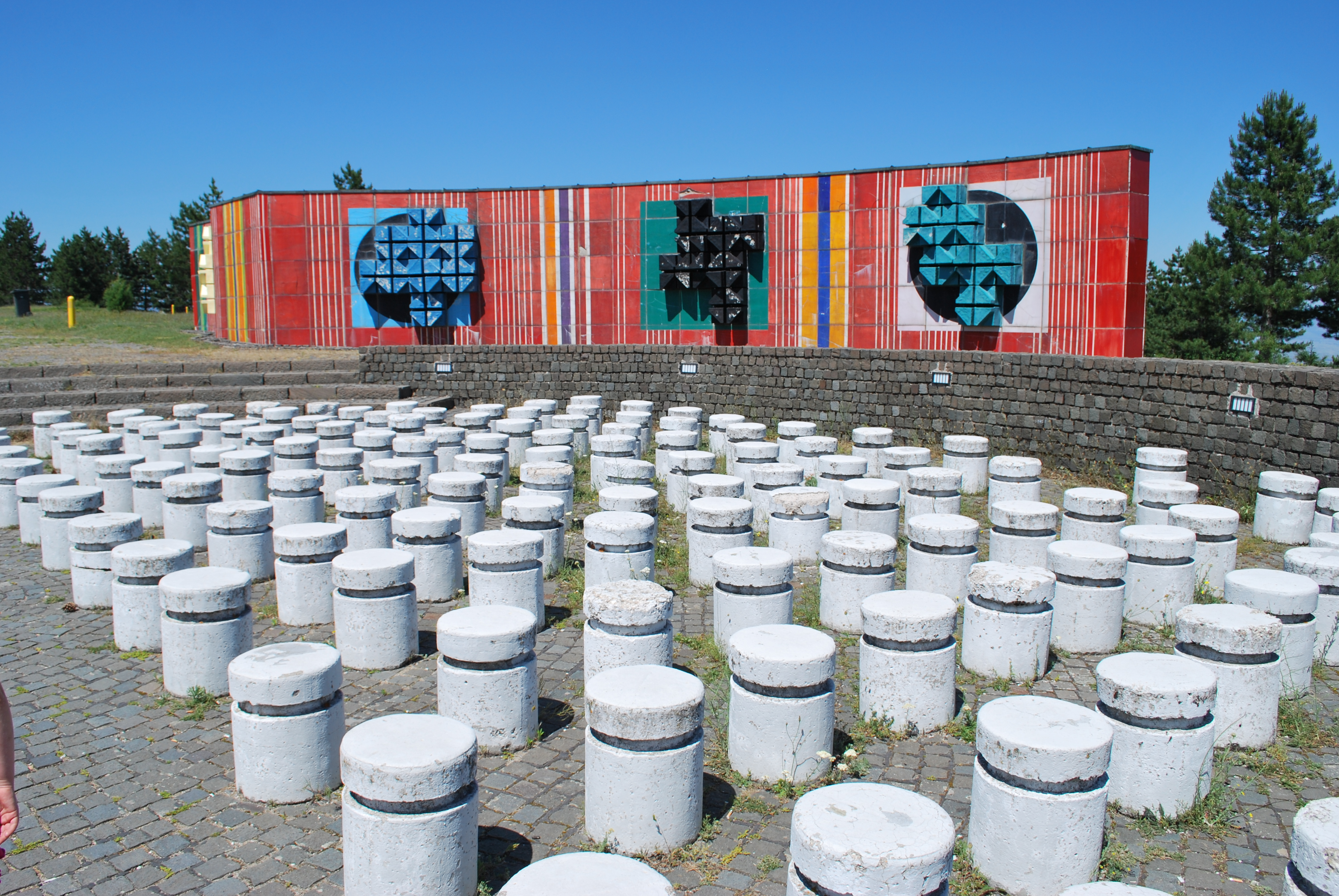
Амфітеатр
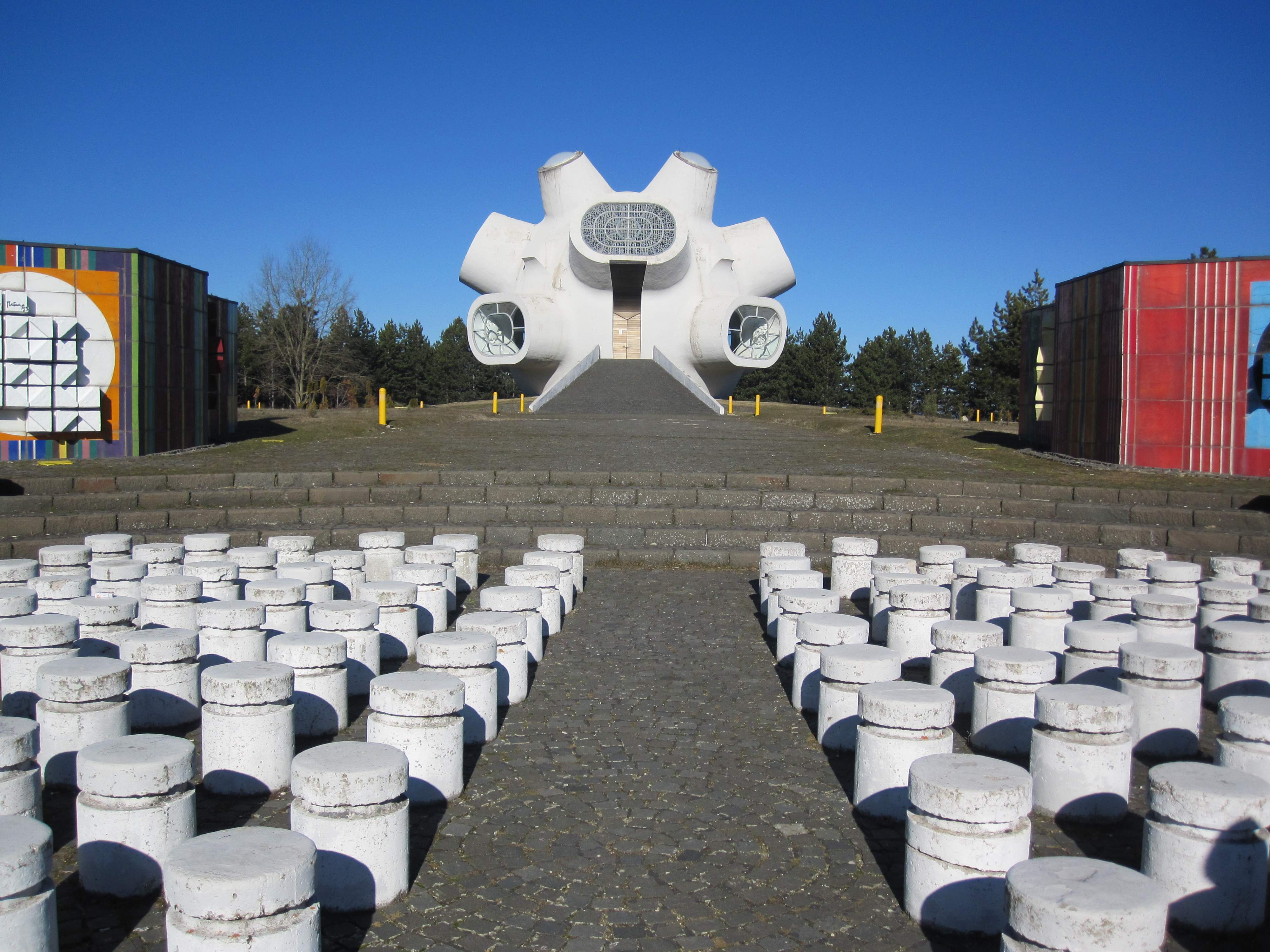
Амфітеатр і «Македоніум»
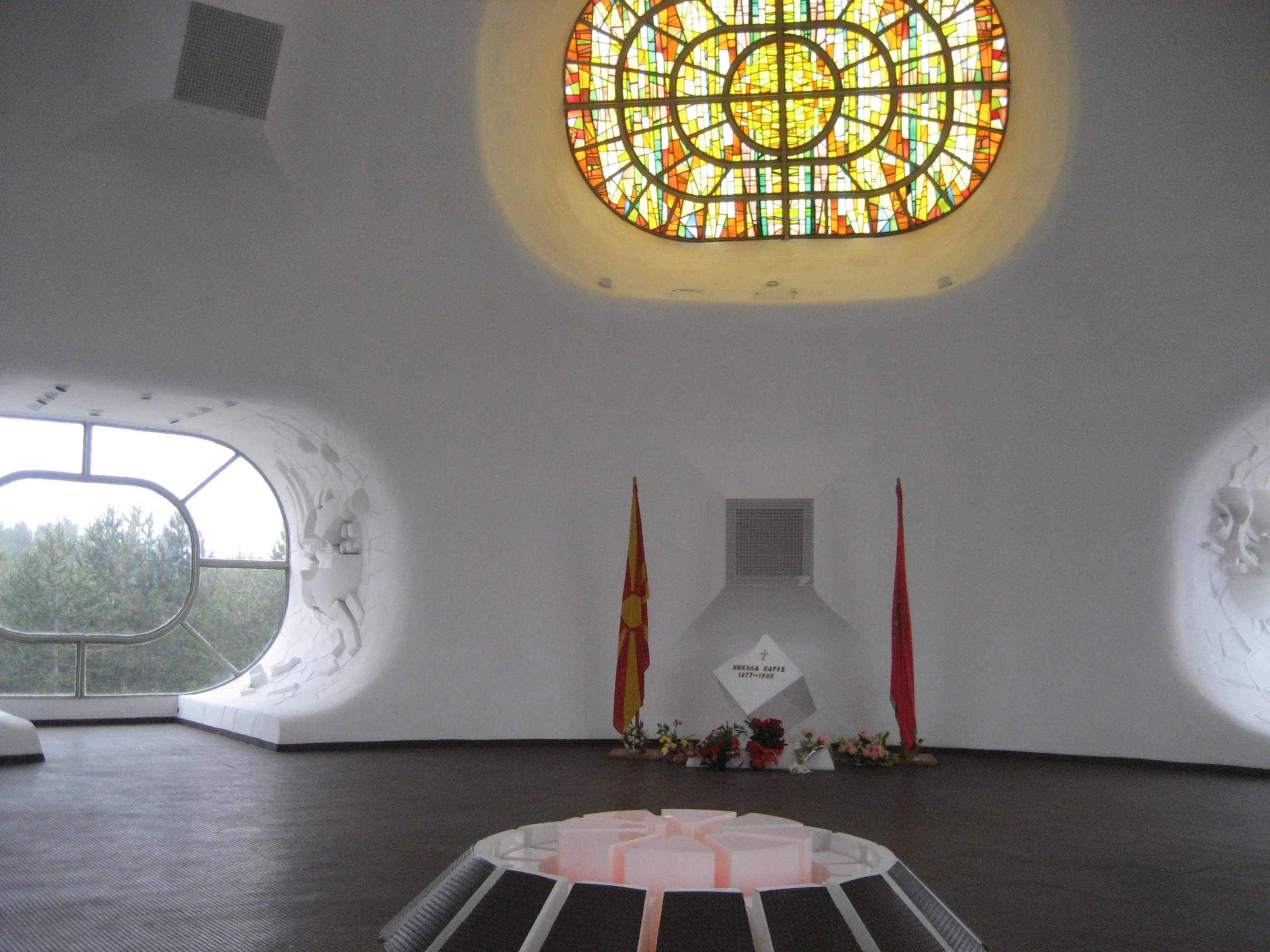
Вид на могилу в пам'ятнику
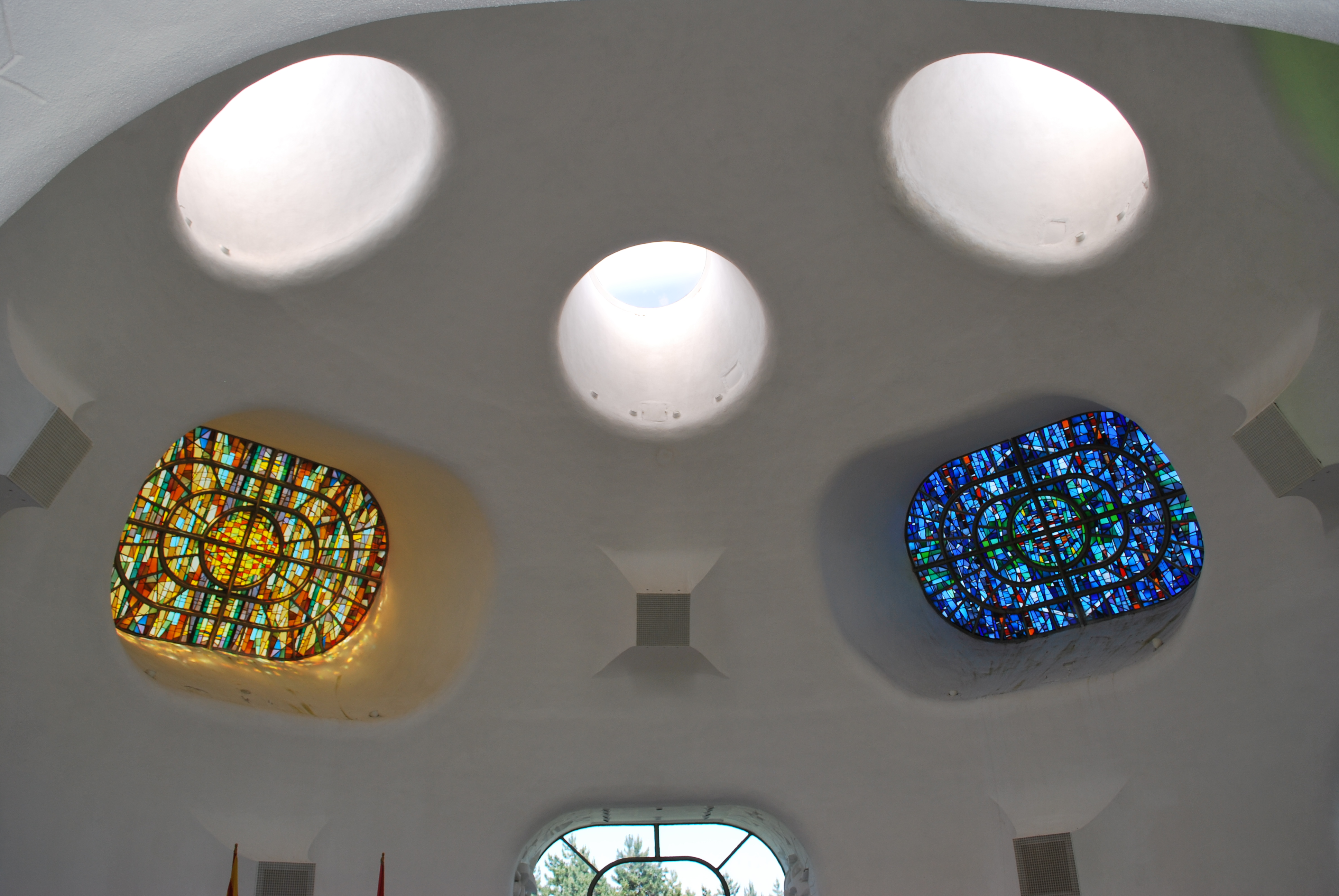
Пам'ятник зсередини